# L'avventuriero di New Orleans
L'avventuriero di New Orleans (Adventures of Captain Fabian) è un film del 1951 diretto da William Marshall e Robert Florey.
È un film d'avventura statunitense e francese con Errol Flynn, Micheline Presle e Vincent Price. È basato sul romanzo di Robert T. Shannon.

## Trama
Nella New Orleans del 1860, la giovane creola Léa Mariotte lavora come domestica presso la benestante Cynthia Winthrop. Dopo una provocazione della padrona sulla tragica fine della madre di Léa, la ragazza, umiliata e ferita, rompe una preziosa porcellana. A casa, la zia Jesebel la sprona a ribellarsi al sistema classista che sminuisce i creoli, pur vantando nobili origini. In assenza dei Winthrop, Léa e Jesebel organizzano una vivace festa con gli amici, ma l’arrivo di George Brissac, ex amante di Léa e attuale fidanzato di Cynthia, rovina l’atmosfera. George bacia Léa con disinvoltura, suscitando la gelosia di Philippe, il maggiordomo innamorato di lei. Ne nasce un alterco violento: quando Philippe tenta di aggredire George, Léa, nel tentativo di fermarlo, lo colpisce con un bastone. Il colpo si rivela fatale. In un primo momento George rassicura Léa ma poco dopo torna con il commissario Germain e la fa arrestare, accusandola di omicidio. La notizia dell’arresto sconvolge Henri Brissac, zio di George, che teme uno scandalo e minaccia il nipote di diseredarlo. Nel frattempo, Michael Fabian, capitano di nave e discendente di una famiglia un tempo potente, torna a New Orleans e viene a conoscenza della situazione. Emil, impiegato dei Brissac, lo informa dei retroscena e lo ingaggia per una spedizione verso il nord con un carico di polvere da sparo. Michael si presenta in tribunale per difendere Léa e minaccia il giudice Brissac di rivelare le responsabilità della famiglia, qualora la giovane non venisse liberata. Con il denaro ottenuto da George tramite ricatto, Michael acquista una taverna per Léa, che però lo respinge e gli ruba ia prezioso orologio da tasca. In una spirale crescente di manipolazioni e inganni, Léa costringe George a sposarla per nascondere un crimine che lo vede coinvolto. Ora padrona della tenuta dei Brissac, Léa affronta però il disprezzo della società, l’odio del marito e la delusione di Michael, che non riesce a perdonarla. La tensione culmina quando, tra intrighi e vendette, Michael si trova accusato ingiustamente di omicidio. Mentre la folla si raduna per farsi giustizia da sé, Léa tenterà il tutto per tutto per salvare l’uomo che ama.

## Produzione
Il film, diretto dall'attore William Marshall (è uno dei suoi soli tre film diretti insieme a Il pianeta fantasma e Hello God) e da Robert Florey (non accreditato) su una sceneggiatura di Errol Flynn (non accreditato) con il soggetto di Robert T. Shannon (autore del romanzo), fu prodotto da  Marshall per la Les Films Corona, la Republic Pictures e la Silver Films e girato a Nanterre e a Parigi, in Francia, dal 7 agosto al dicembre 1950. Il titolo di lavorazione fu Bloodline.

## Distribuzione
Il film fu distribuito al cinema negli Stati Uniti dalla Republic Pictures dal 6 ottobre 1951 e in Francia (con il titolo La taverne de New Orléans) dal 21 marzo 1951 e per l'home video dalla NTA Home Entertainment nel 1984 negli Stati Uniti.
Alcune delle uscite internazionali sono state:
- in Svezia il 3 dicembre 1951 (Äventyr i New Orleans)
- in Portogallo il 7 dicembre 1951
- in Germania Ovest il 14 marzo 1952 (Die Taverne von New Orleans)
- in Austria nel luglio del 1952 (Die Schenke von New Orleans)
- nelle Filippine il 23 settembre 1952 (Davao)
- in Danimarca il 10 agosto 1953 (Kaptajnen fra New Orleans)
- in Finlandia il 21 agosto 1953 (Sankari mereltä)
- in Portogallo (A Taberna de Nova Orleães)
- in Paesi Bassi (De avonturen van kapitein Fabian)
- in Grecia (I taverna tis Neas Orleanis)
- in Spagna (La taberna de Nueva Orleans)
- in Cile (La taverna maldita)
- in Jugoslavia (Taverna u Nju Orleansu)
- in Italia (L'avventuriero di New Orleans)

## Critica
Secondo il Morandini il film è "uno dei punti più bassi nella carriera divistica di Flynn che ha anche la responsabilità della sceneggiatura".